# تشريح موجه
تشريح موجه هو تشريح لجثة (إنسان أو حيوان) أو جزء من الجثث قبل التشريح ذوي الخبرة من أجل إظهار للطلاب بنية التشريحية. في التشريح، يتعلم الطلاب بالممارسة؛ في الملاحقة القضائية، يتعلم الطلاب إما عن طريق ملاحظة تشريح يتم إجراؤه بواسطة خبير تشريح أو من خلال فحص عينة تم تشريحها بالفعل من قبل عالم تشريح متمرس (أصل الكلمات: لاتينية pro- «قبل» + المقطع «قطع») قد يشير الادعاء أيضًا إلى جثة الجثة أو جزء الجثة الذي تم تشريحه ثم يتم إعادة تجميعه وتقديمه للطلاب لمراجعته.

## استخدام المحاكمات في الطب
تستخدم المحاكمات في المقام الأول في تدريس علم التشريح في تخصصات متنوعة مثل الطب البشري،[بحاجة لمصدر] وتقويم العمود الفقري، والطب البيطري، والعلاج الطبيعي.[بحاجة لمصدر] يمكن أيضًا استخدام الايجابيات لتعليم التقنيات الجراحية (مثل خياطة الجلد)، وعلم الأمراض، وعلم وظائف الأعضاء،[بحاجة لمصدر] وطب التكاثر وعلم الأوعية الدموية، ومواضيع أخرى.
يعد استخدام تقنية تدريس المحاكمات مثيرًا للجدل إلى حد ما في الطب. في تدريس الطب البيطري، الهدف هو «خلق أفضل تعليم عالي الجودة... مع ضمان عدم استخدام الحيوانات بشكل ضار وأن احترام الحياة الحيوانية يولد داخل الطالب». خلص آخرون إلى أن التشريح والمحاكمات لها تأثير سلبي على احترام الطلاب للمرضى والحياة البشرية.  يجادل بعض العلماء أنه في حين أن الخبرة العملية الفعلية ضرورية، فإن البدائل مثل الجثث المنسية أو المجففة فعالة بنفس القدر في تدريس علم التشريح بينما تقلل بشكل كبير عدد الجثث أو أجزاء الجثث المطلوبة. توجد أيضًا بدائل أخرى مثل مقاطع الفيديو التعليمية والنماذج البلاستيكية والمواد المطبوعة. تجد بعض الدراسات أنها فعالة بنفس القدر مثل التشريح أو المحاكمات، وبعض مدارس الطب البشري في المملكة المتحدة قد تخلت عن استخدام الجثث بالكامل. لكن البعض الآخر يشككون في فائدة هذه البدائل، بحجة أن تشريح الجثث أو ملاحقتها مطلوبان للتعلم المتعمق وتعليم بدائل المهارات لا يمكن. يذهب بعض العلماء والمعلمين إلى حد القول بأن الجثث والمحاكمات لا يمكن الاستغناء عنها في تدريس الطب.
ما إذا كانت المحاكمات فعالة مثل التشريح في تدريس الطب هو أيضًا جانب غير مستقر من التعليم الطبي. خلص البعض إلى أن المحاكمات فعالة بنفس القدر. ومع ذلك، يجادل آخرون بأن استخدام المحاكمات ليس فعالًا، وأن التشريح يساعد الطلاب على معرفة «القلق المنفصل»، وفهم عدم اليقين الطبي بشكل أفضل، والسماح للمعلمين إثارة قضايا أخلاقية حول الموت والموت.
يستنتج بعض الأكاديميين أن فعالية المقايضات مقابل التشريح أو البدائل الأخرى تعتمد على نوع التشريح أو الانضباط الذي يتم تدريسه (على سبيل المثال: التشريح مقابل علم الأمراض)، وأن تدريس التشريح لا يزال غير مفهوم بشكل كاف، وأن الدراسات الموجودة ضيقة جدًا أو يقتصر على استخلاص النتائج.